# 彼得·查塔因
彼得·查塔因（英語：Peter Chatain，1999年11月8日—），美国男子赛艇运动员，2021年世界U23赛艇锦标赛男子八人单桨有舵手银牌得主、2024年夏季奥林匹克运动会男子八人单桨有舵手铜牌得主。